# Jia’erduo (sockenhuvudort i Kina, Sichuan Sheng, lat 33,01, long 101,58)
Jia'erduo (kinesiska: 甲尔多多, 甲尔多, 甲尔多乡) är en sockenhuvudort i Kina. Den ligger i provinsen Sichuan, i den sydvästra delen av landet, omkring 350 kilometer nordväst om provinshuvudstaden Chengdu. Antalet invånare är 3 035. Befolkningen består av 1 465 kvinnor och 1 570 män. Barn under 15 år utgör 28,0 %, vuxna 15-64 år 62 %, och äldre över 65 år 8,0 %.
Runt Jia'erduo är det mycket glesbefolkat, med 6 invånare per kvadratkilometer. Närmaste större samhälle är Wa'erma, 16,7 km sydost om Jia'erduo. Trakten runt Jia'erduo består i huvudsak av gräsmarker.
Genomsnittlig årsnederbörd är 967 millimeter. Den regnigaste månaden är juli, med i genomsnitt 213 mm nederbörd, och den torraste är december, med 4 mm nederbörd.